# Ilê Omô Oiá Legi
Ilê Omô Oiá Legi é um terreiro de Candomblé Queto, localizado na Rua Marte, em Mesquita, na Baixada Fluminense, no Rio de Janeiro.
O Ilê Omô Oiá Legi foi fundado pela ialorixá Palmira Navarro em 7 de setembro de 1974. Mãe Palmira é filha de Iansã (orixá do vento) e a Omolu (orixá das doenças e da cura) iniciada no Candomblé pelo babalorixá Reinaldo de Airá (Airá Deuê), que tem raiz do Ilê Axé Opô Afonjá da Bahia.